# Kevin (football)
Pour les articles homonymes, voir Kevin.
Kevin Santos Lopes de Macedo, plus simplement connu sous le nom de Kevin, né le 4 janvier 2003 à São Paulo, est un footballeur brésilien qui joue au poste d'ailier au Chakhtar Donetsk.

## Biographie

### Carrière en club

#### Formation au Brésil
Né à São Paulo en Brésil, Kevin est formé par le Desportivo Brasil, où il commence sa carrière senior dans les divisions inférieures du Championnat de São Paulo. Il avait auparavant rejeté l'opportunité de rejoindre l'Atlético Mineiro en moins de 13 ans, le club étant trop loin de son domicile à l'Itaim Paulista.
Début 2020, il est prêté au Palmeiras, avant d'être définitivement transféré chez le club de championnat du Brésil,.

#### Débuts à Palmairas (2021-2023)
Après s'être illustré avec les jeunes du club pauliste, il fait ses débuts professionnels le 1er décembre 2021, remplaçant Giovani lors d'une victoire 3-1 en Serie A chez le Cuiabá EC.
Il marque son premier but le 10 décembre 2021, pour sa première titularisation, lors d'une victoire 1-0 à domicile contre le Ceará SC, alors que son club vient de remporter la Copa Libertadores.
Mais c'est surtout lors de la saison 2023 qu'il va vraiment s'illustrer, d'abord encore en équipe de jeunes où il enchaîne les titres et les contributions décisives, lors de la Copinha particulièrement, où il est élu joueur de la compétition, auteur de cinq buts et cinq passes décisives en huit matchs,,.
Puis il intègre aussi plus régulièrement l'effectif professionnel, avec neuf apparitions,, entre un championnat remporté, et une Libertadores où il entre en jeu lors de l'élimination en demi-finale, contre Boca Juniors, malgré sa réalisation lors de la séance de tirs au but.

#### Éclosion au Chaktar (2024-)
Le 19 janvier 2024, il rejoint le Chakhtar Donetsk en Championnat d'Ukraine, pour un transfert estimé à 12 millions d'euros, plus 3 de bonus,.
Kevin fait ses débuts avec le Chakhtar le 15 février 2024, remplaçant Danylo Sikane lors d'un match nul contre l'Olympique de Marseille, en huitième de finale de Ligue Europa. 
Avec 3 buts et 4 passes décisives, il connaît une première demi-saison réussie en Ukraine, protagoniste lors des titres en championnat et coupe.
Le 2 octobre 2024, il joue son premier match de Ligue des champions, avec le Chakhtar Donetsk,.

### Carrière en sélection
Kevin est international brésilien junior avec l'équipe des moins de 20 ans à partir d'avril 2023,, prenant ensuite par à la coupe du monde avec la sélection junior,.

## Palmarès
| SE Palmeiras (1)                           | Chakhtar Donetsk (3)                                                                     |
| ------------------------------------------ | ---------------------------------------------------------------------------------------- |
| - Championnat du Brésil - Champion en 2023 | - Championnat d'Ukraine - Champion en 2024 - Coupe d'Ukraine - Vainqueur en 2024 et 2025 |